# U-859
U-859 — большая океанская немецкая подводная лодка типа IXD2 времён Второй мировой войны. Заказ на постройку субмарины был отдан 5 июня 1941 года. Лодка была заложена 15 мая 1942 года на верфи компании АГ Везер в Бремене под строительным номером 1065, спущена на воду 2 марта 1943 года, вошла в строй 8 июля 1943 года под командованием капитан-лейтенанта Иоганна Джебсена.

## Флотилии
- 8 июля 1943 года — 31 марта 1944 года 4-я флотилия (учебная)
- 1 апреля — 23 сентября 1944 года 12-я флотилия

## Боевая служба
Лодка совершила один боевой поход, потопила 3 судна суммарным водоизмещением 20 853 брт.
Потоплена 23 сентября 1944 года близ Пенанга в Малаккском проливе, в районе с координатами 05°46′ с. ш. 100°04′ в. д., торпедами британской субмарины HMS Trenchant. 47 человек погибли, 20 выжили.